# شندر
شندر یک منطقهٔ مسکونی در الجزایر است که در ناحیه ناصریه واقع شده‌است. شندر ۴٫۸ کیلومتر مربع مساحت دارد ۴۱۰ متر بالاتر از سطح دریا واقع شده‌است.